# Main Event der World Series of Poker 1995
Das Main Event der World Series of Poker 1995 war das Hauptturnier der 26. Austragung der Poker-Weltmeisterschaft in Las Vegas.

## Turnierstruktur
Das Hauptturnier der World Series of Poker in No Limit Hold’em startete am 19. Mai und endete mit dem Finaltisch am 23. Mai 1995. Ausgetragen wurde das Turnier im Binion’s Horseshoe in Las Vegas. Die insgesamt 273 Teilnehmer mussten ein Buy-in von je 10.000 US-Dollar zahlen, für sie gab es 27 bezahlte Plätze.

## Finaltisch

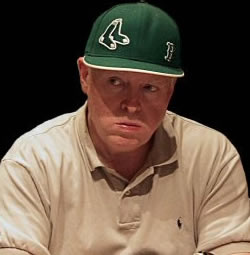
Dan Harrington (2005)

Der Finaltisch wurde am 23. Mai 1995 ausgespielt. Mit Barbara Enright saß erstmals und bisher auch zum einzigen Mal eine Frau am Final Table. In der finalen Hand gewann Harrington mit 9♦ 8♦ gegen Goldfarb mit A♥ 7♣.
| Platz | Herkunft           | Spieler          | Preisgeld (in $) |
| ----- | ------------------ | ---------------- | ---------------- |
| 1     | Vereinigte Staaten | Dan Harrington   | 1.000.000        |
| 2     | Kanada             | Howard Goldfarb  | 0.519.000        |
| 3     | Vereinigte Staaten | Brent Carter     | 0.302.750        |
| 4     | Vereinigte Staaten | Hamid Dastmalchi | 0.173.000        |
| 5     | Vereinigte Staaten | Barbara Enright  | 0.114.180        |
| 6     | Vereinigte Staaten | Chuck Thompson   | 0.086.500        |